# Toy Story 2: Buzz Lightyear to the Rescue
Toy Story 2: Buzz Lightyear to the Rescue é um jogo de plataforma baseado no filme animado da Pixar Toy Story 2. Foi liberado para o Nintendo 64, PlayStation, Dreamcast, e PC em 1999 e 2000. Uma versão diferente do jogo foi lançada para o Game Boy Color.

## História
Assim como na versão original do filme Toy Story 2, Woody é sequestrado por Al, um colecionador de brinquedos raros. Ele pretende vender Woddy para um museu, juntamente com alguns outros brinquedos (Jessie, Bala no Alvo e Mineiro). Buzz, Rex, Porquinho, Slinky e Sr. Cabeça de Batata vão à procura de Woddy em uma eletrizante aventura.

## Jogabilidade
Há quinze níveis no jogo. Os níveis são divididos em cinco zonas (três níveis por zona). Antes, há um mapa onde o jogador pode escolher os níveis do jogo. Apenas o primeiro nível encontra-se disponível no início, mas o jogador pode desbloquear vários outros níveis recolhendo fichas Pizza Planet. Cada nível começa com cenas retiradas do filme (com exceção da versão Nintendo 64, devido ao cartucho ter baixa capacidade de armazenamento). Em cada nível, o jogador deve concluir objetivos para coletar as fichas Pizza Planet. Há cinco fichas em cada nível. O jogador tem que recolher, pelo menos, uma ficha para desbloquear o nível seguinte. No último nível de cada zona, o jogador tem que lutar contra um chefe para avançar a próxima zona. Uma certa quantidade de fichas é necessária para avançar a um nível padrão. Quando o jogador derrota um chefe, um filme bônus é desbloqueado e poderá ser consultado a qualquer momento. No primeiro nível de cada zona, Sr. Cabeça de Batata está presente, sempre com uma parte de seu corpo faltando, o qual o jogador deve recuperar, para que ele possa desbloquear um acessório especial para que algumas tarefas possam ser compridas. Voltando à níveis anteriores, o jogador poderá realizar tarefas, que antes não eram possíveis. No último nível, o jogador irá enfrentar o Mineiro (Prospector), Gunslinger (chefe de Al's Penthouse) e Blacksmith (chefe de Tarmac Trouble).

## Niveis
- Andy's House: É a casa de Andy, onde o jogador começa no quarto, podendo visitar também a sala, a garagem, o porão, o sótão e a cozinha.
- Andy's Neighborhood: Nesta fase, o jogador está no quintal de Andy, podendo visitar outros quintais da vizinhança.
- Construction Yard: Nesta fase, Buzz vai para uma granjinha onde tem um edificio sendo construído, um trailer, e várias outros objetos presentes em uma construção.
- Alleys and Ghoulies: Esta fase se passa em um beco chuvoso.
- Al's Toy Barn: Esta fase se passa no Celeiro de Brinquedos do Al.
- Al' Space Land: Esta fase se passa na espaço de brinquedos espaciais dentro do Celeiro de Brinquedos do Al.
- Elevator Hop: Esta fase se passa dentro dos dutos de ventilação do prédio de Al. Nesta fase tem dois elevadores que ajudarão Buzz a subir até o topo da fase.
- Al's Penthouse: Esta fase se passa no apartamento de Al, podendo acessar a sala, a cozinha, o banheiro e dois cômodos onde estão itens do Rodeio do Woody. Jessie e Bala-no-Alvo também estão presentes.
- Airport Infiltration: Esta fase se passa em um saguão onde despacham as malas no aeroporto. O Mineiro é o chefe dessa fase.
- Tarmac Trouble: Nesta fase, Buzz está na pista de decolagem e aterrissagem do aeroporto onde tem um avião andando em círculos que se pode subir para chegar em partes mais altas da fase.

## Personagens
- Buzz: Único personagem jogável.
- Rex: Diz ao jogador o que se deve fazer e onde estão os outros personagens. Está presente em todos os níveis (com exceção aos dos chefes).
- Sr. Cabeça de Batata: Aparece sempre no primeiro nível de cada zona. O jogador deverá encontrar uma parte de seu corpo que está perdida em troca de um acessório especial.
- Porquinho: Pede ao jogador que lhe dê 50 moedas em todos os níveis em troca de uma ficha Pizza Planet.
- Slinky: Aparece em três níveis. Pede ao jogador para recolher cinco objetos em um determinado período de tempo, em troca de uma ficha Pizza Planet.
- C.R.: Aparece nos dois primeiros níveis. Pede ao jogador que aposte uma corrida contra si em troca de uma ficha Pizza Planet.

## Curiosidades
- Outros personagens de Toy Story também participam do jogo, como Betty, a pastora da ovelha de três cabeças que é apaixonada por Woody. Ela aparece no primeiro nível na parte da cozinha. Betty pede à Buzz que encontre cinco de suas ovelhas que estão perdidas pelo cenário. Outros personagens que pedem coisas do tipo aparecem pelas fases, como o Sargento, que pede que Buzz encontre cinco de seus soldados; Jessie, que pede que Buzz encontre cinco coelhos, dentre outros.
- A fase da casa de Andy é bem modelada, sugerindo como exatamente é distribuída em Toy Story 2 (contendo inclusive um porão, um sótão e uma garagem). Em Toy Story Racer, é utilizado o mesmo modelo para representar o nível da casa de Andy. O curioso é que, como Toy Story Racer é inspirado no primeiro Toy Story, a casa descrita é a antiga casa de Andy (vizinha da casa do Sid, antes de Andy mudar), o que gera algumas dúvidas.
- Em cada nível comum (exceto os níveis-chefe), Buzz tem cinco tipos de objetivos (1- Coletar 50 moedas para o Porquinho/ 2- Resgatar cinco personagens perdidos relacionados a um determinado brinquedo/ 3- Desafio [do tipo apostar corrida contra C.R., coletar quatro objetos antes que o tempo acabe]/ 4- Encontrar a ficha Pizza Planet perdida/ 5- Chefe da fase) para cumprir em troca de um cupom do Pizza Planet.